# Spheniscus humboldti
Il pinguino di Humboldt (Spheniscus humboldti Meyen, 1834) è un uccello della famiglia Spheniscidae, diffuso principalmente lungo la costa peruviana e Cilena dell'oceano Pacifico.
È molto simile a Spheniscus demersus e Spheniscus magellanicus, con cui forma secondo taluni studiosi un'unica superspecie.

## Descrizione
Spheniscus humboldti ha una lunghezza media di 65–72 cm ed un peso di 3,3 - 4,9 chilogrammi.

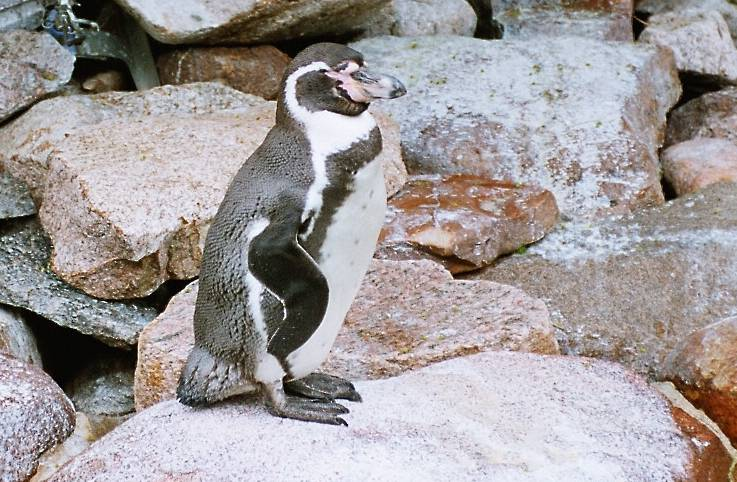
Spheniscus humboldti
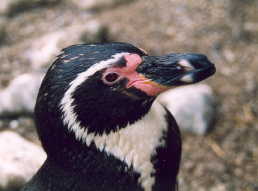
In cattività presso il Noorder Dierenpark - Emmen
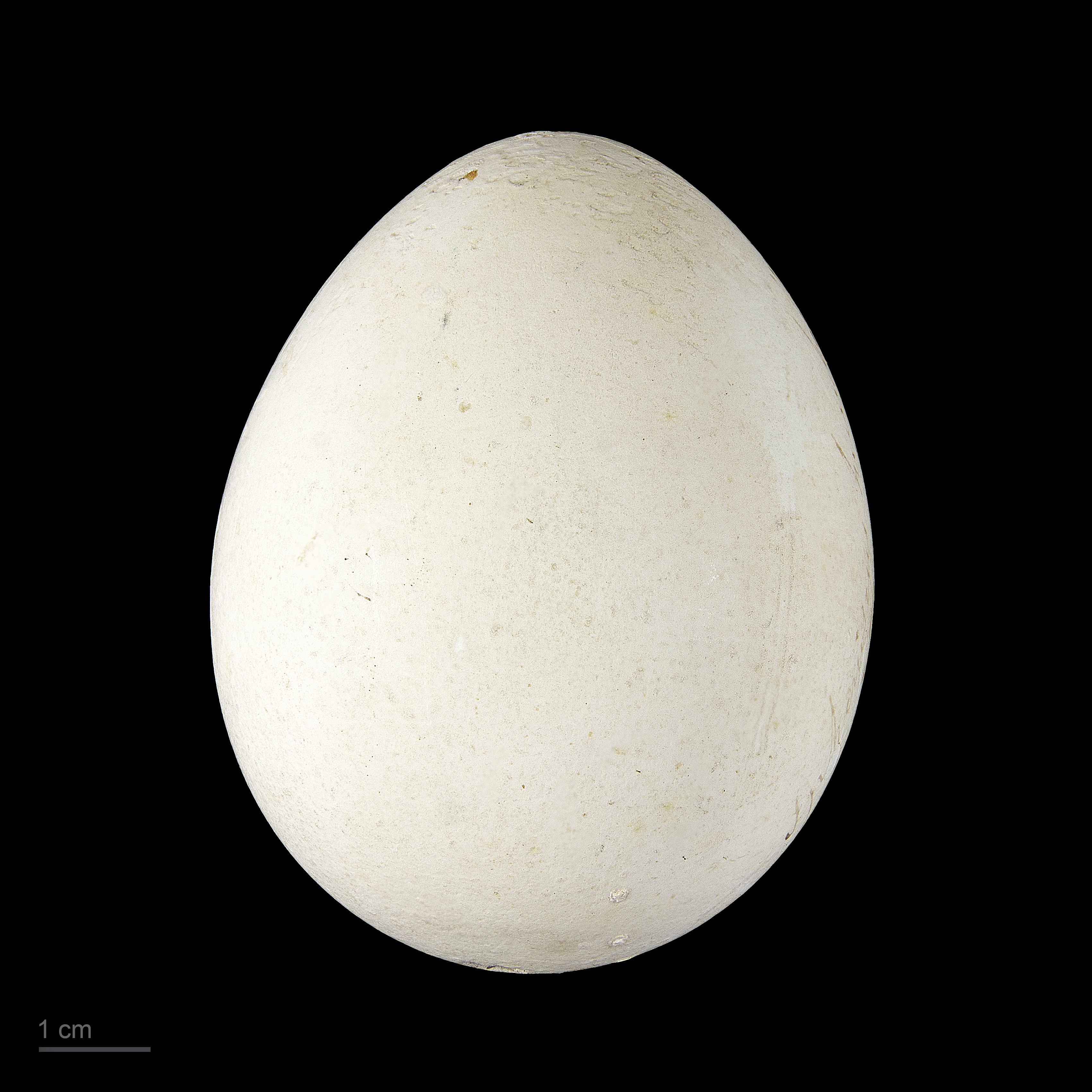
Museum specimen

## Distribuzione e habitat
La specie vive in piccole colonie sulle coste occidentali del Sud America raggiunte dalla corrente di Humboldt, fredda ma ricca di pesce.

## Biologia

### Aspetto
La livrea è per lo più grigio-nera sul dorso e bianca sul ventre, ma gli adulti recano una caratteristica fascia nera a ferro di cavallo sul petto e una striscia bianca sul capo.

### Caccia
Il pinguino di Humboldt caccia in gruppi nelle acque poco profonde, ricercando  piccoli pesci gregari come acciughe e sardine.

### Riproduzione
Il pinguino di Humboldt nidifica in tane sotterranee, in grotte o fra massi rocciosi. Le popolazioni sono in calo a causa della caccia e della pesca.

## Conservazione
La IUCN Red List classifica Spheniscus humboldti come specie vulnerabile.
Degli esemplari di questa specie sono presenti all'Acquario di Cattolica Le Navi.